# البركة (شلمنقة)
البِركَة هي بلدية في مقاطعة شلمنقة في منطقة الحكم الذاتي قشتالة وليون في إسبانيا.

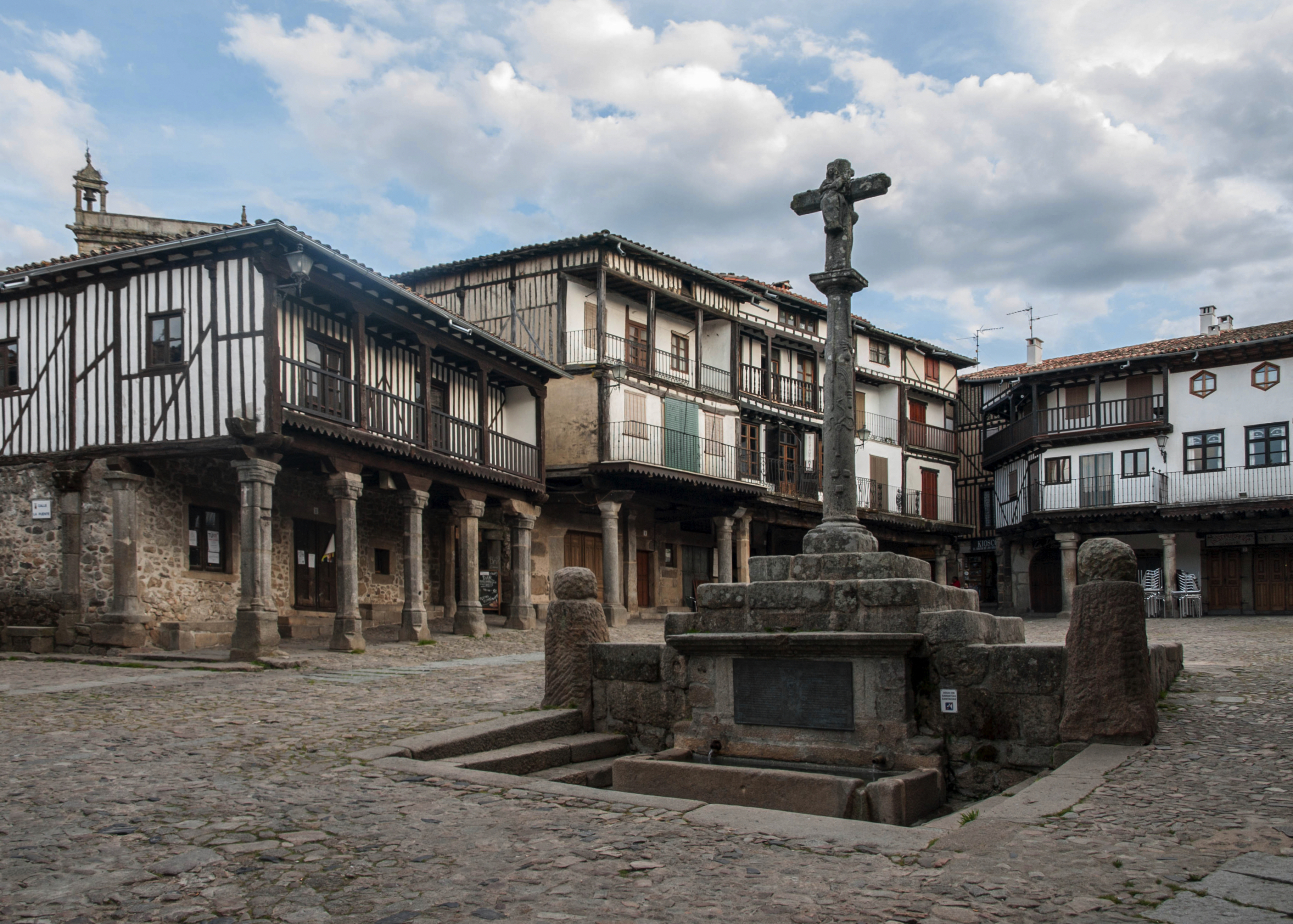
الساحة الرئيسية

كان عدد سكان البركة 1105 نسمة في عام 2003 ومساحتها 60.73 كيلومتر مربع (23.45 ميل2). يبلغ ارتفاعها 1,048 متر (3,438 قدم) فوق مستوى سطح البحر.